# Lidia Gorlin
Lidia Gorlin (Vicenza, 29 giugno 1954) è un'ex cestista, allenatrice di pallacanestro e dirigente sportiva italiana.
Giocava come playmaker. Dal 2011 fa parte dell'Italia Basket Hall of Fame.

## Carriera
Cresciuta cestisticamente all'Associazione Sportiva Vicenza, vinse il titolo Allieve nel 1970. Come senior, ha militato, oltre che con Vicenza, anche con la Standa Milano e la Fiat Torino, vincendo dieci scudetti e sei Euroleghe tra il 1969 e il 1988.
Capitana per dieci anni delle azzurre del basket, ha collezionato fino al 1986, ben 231 presenze nella nazionale italiana di pallacanestro.
A Lucca fino al 2021 dove ha svolto la funzione di General Manager del Basket Femminile Le Mura Lucca di Serie A1 (pallacanestro femminile), squadra che ha allenato in due distinti periodi tra il 1994 e il 2005.
Nel 2017 vince da dirigente il campionato italiano con la squadra lucchese.
Dal 2021 torna nella città natale, dove assume l'incarico di direttore sportivo della Associazione Sportiva Vicenza.

## Statistiche

### Campionato
| Stagione        | Squadra             | Campion.        | Partite | Partite |
| Stagione        | Squadra             | Campion.        | Pres.   | Punti   |
| --------------- | ------------------- | --------------- | ------- | ------- |
| 1968-1969       | Recoaro Vicenza     | Serie A         | 6       | 4       |
| 1969-1970       | Vicenza             | Serie A         | 16      | 38      |
| 1970-1971       | Vicenza             | Serie A         | 18      | 92      |
| 1971-1972       | Thermomatic Vicenza | Serie A         | 22      | 345     |
| 1972-1973       | Thermomatic Vicenza | Serie A         | 22      | 329     |
| 1973-1974       | Vicenza             | Serie A         | 22      | 317     |
| 1974-1975       | Vicenza             | Serie A         | 22      | 389     |
| 1975-1976       | Standa Milano       | Serie A         | 22      | 227     |
| 1976-1977       | Teksid Torino       | Serie A         | 27      | 368     |
| 1977-1978       | Teksid Torino       | Serie A         | 25      | 268     |
| 1978-1979       | Teksid Torino       | Serie A         | 27      | 384     |
| 1979-1980       | Fiat Torino         | Serie A         | 28      | 356     |
| Totale Torino   | Totale Torino       | Totale Torino   | 107     | 1.376   |
| 1980-1981       | Zolu Vicenza        | Serie A1        | 29      | 452     |
| 1981-1982       | Zolu Vicenza        | Serie A1        | 26      | 259     |
| 1982-1983       | Zolu Vicenza        | Serie A1        | 30      | 277     |
| 1983-1984       | Zolu Vicenza        | Serie A1        | 28      | 196     |
| 1984-1985       | Fiorella Vicenza    | Serie A1        | 26      | 188     |
| 1985-1986       | Primigi Vicenza     | Serie A1        | 35      | 226     |
| 1986-1987       | Primigi Vicenza     | Serie A1        | 34      | 153     |
| 1987-1988       | Primigi Vicenza     | Serie A1        | 28      | 104     |
| 1988-1989       | Primigi Vicenza     | Serie A1        | -       | -       |
| 1989-1990       | Estel Vicenza       | Serie A1        | 30      | 137     |
| Totale Vicenza  | Totale Vicenza      | Totale Vicenza  | 394     | 3.506   |
| 1990-1991       | Pamela Sud Pistoia  | Serie A1        | 24      | 60      |
| Totale carriera | Totale carriera     | Totale carriera | 547     | 5.169   |

### Cronologia presenze e punti in Nazionale
Di seguito sono riportate la prima e l'ultima gara disputate da Lidia Gorlin in nazionale maggiore.
| Cronologia completa delle presenze e dei punti in Nazionale - Italia | Cronologia completa delle presenze e dei punti in Nazionale - Italia | Cronologia completa delle presenze e dei punti in Nazionale - Italia | Cronologia completa delle presenze e dei punti in Nazionale - Italia | Cronologia completa delle presenze e dei punti in Nazionale - Italia | Cronologia completa delle presenze e dei punti in Nazionale - Italia | Cronologia completa delle presenze e dei punti in Nazionale - Italia | Cronologia completa delle presenze e dei punti in Nazionale - Italia |
| Data                                                                 | Città                                                                | In casa                                                              | Risultato                                                            | Ospiti                                                               | Competizione                                                         | Punti                                                                | Note                                                                 |
| -------------------------------------------------------------------- | -------------------------------------------------------------------- | -------------------------------------------------------------------- | -------------------------------------------------------------------- | -------------------------------------------------------------------- | -------------------------------------------------------------------- | -------------------------------------------------------------------- | -------------------------------------------------------------------- |
| 17-12-1971                                                           | Sarajevo                                                             | Bulgaria                                                             | 57 - 58                                                              | Italia                                                               | Torneo amichevole                                                    | 6                                                                    | [ 7 ]                                                                |
| ...                                                                  |                                                                      |                                                                      |                                                                      |                                                                      |                                                                      |                                                                      |                                                                      |
| 14-9-1986                                                            | Oslo                                                                 | Polonia                                                              | 62 - 80                                                              | Italia                                                               | Qual. Euro 1987                                                      | -                                                                    | [ 8 ]                                                                |
| Totale                                                               |                                                                      | Presenze                                                             | 231                                                                  |                                                                      | Punti                                                                | 1.492                                                                |                                                                      |

## Palmarès

Lidia Gorlin (a sinistra) e Janice Lawrence dopo la vittoria della Coppa dei Campioni del 1986.

- Campionato italiano: 10
Vicenza: 1968-69; Torino: 1978-79, 1979-80; Vicenza: 1981-82, 1982-83, 1983-84, 1984-85, 1985-86, 1986-87, 1987-88
- Coppa dei Campioni: 6
Torino: 1980; Vicenza: 1983, 1985, 1986, 1987, 1988